# Slemmestad Idrettsforening
Lo Slemmestad Idrettsforening è una società calcistica norvegese con sede nella città di Slemmestad. Milita nella 4. divisjon, quinto livello del campionato norvegese. Il club disputò una stagione nella massima divisione nazionale, in occasione del campionato 1947-1948. Vinse un'edizione dell'Arbeidermesterskapet (1925).

## Palmarès

### Competizioni nazionali
- Arbeidermesterskapet: 1

1925

### Altri piazzamenti
- Arbeidermesterskapet:

Finalista: 1924, 1933